# Вулканизм

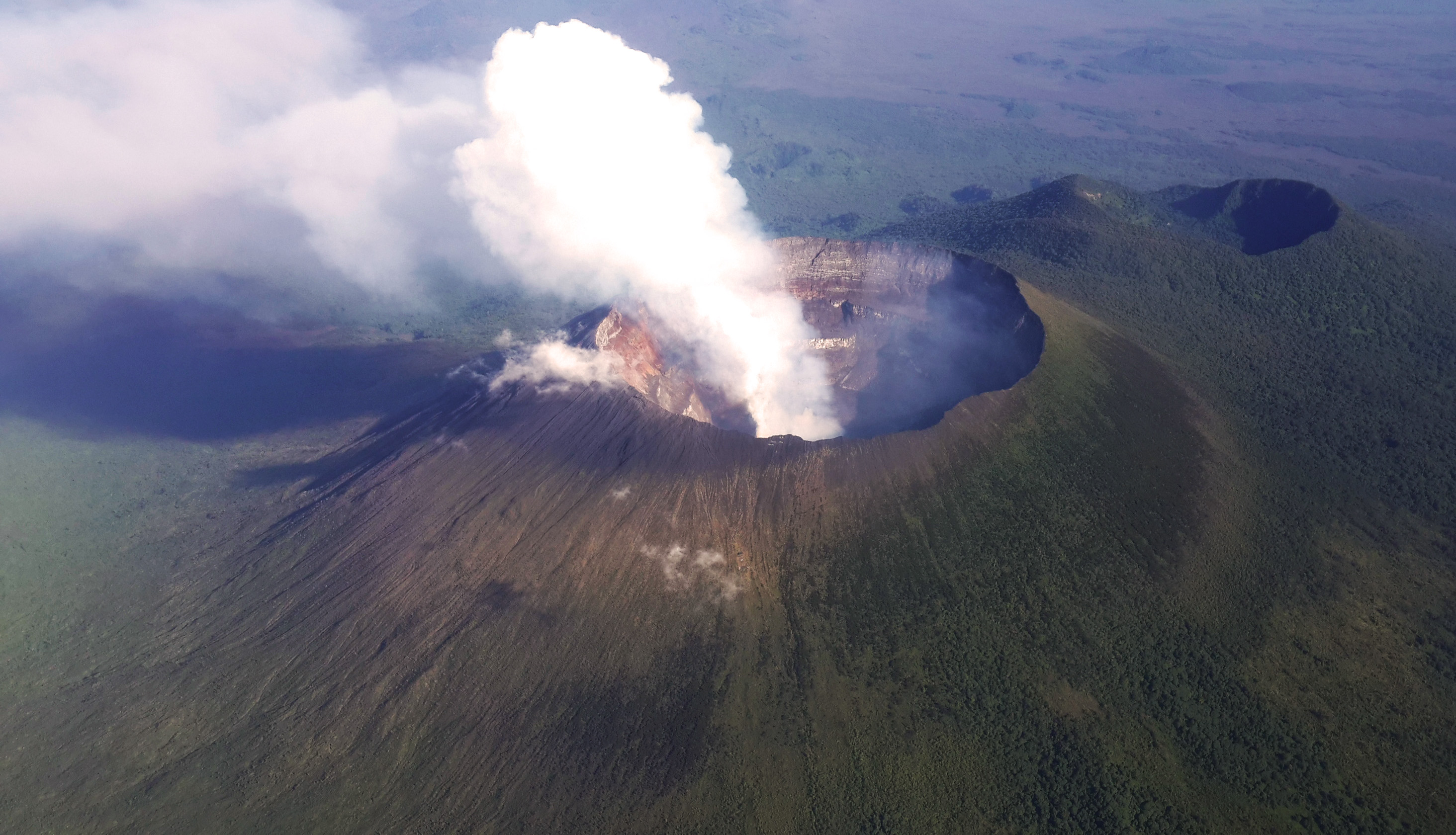
Вулкан Ньирагонго (2014 год)

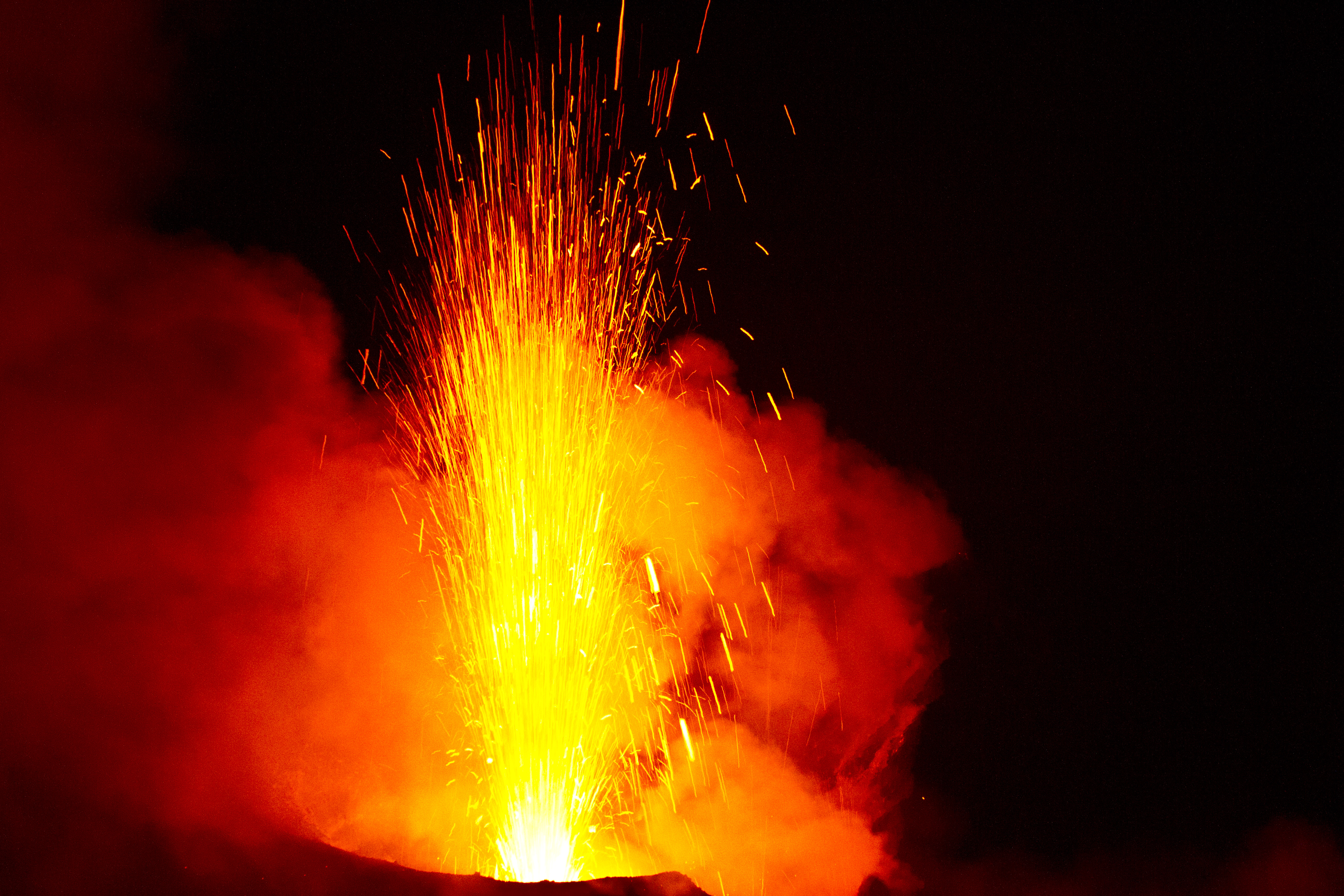
Вулкан Стромболи (2013 год)

Вулканизм — собирательное название широкого круга эндогенных природных явлений, связанных с расплавленными магматическими массами и их побочными газообразными продуктами, как в глубинных недрах, так и на поверхности Земли и других планет. Как правило, вулканизм считается частным проявлением магматизма, однако в расширенном значении к нему также причисляют газовые выбросы в нефтегазоносных районах, активность грязевых вулканов, образование протуберанцев на поверхности Солнца и др. Изучение вулканической активности прошедших геологических эпох получило название палеовулканизма.

## Суть вулканических явлений
Вулканические процессы связаны с магматическими очагами в земных недрах, которые оказывают химическое и температурное воздействие на окружающие их горные породы. Если под действием каких-либо причин магма достигает поверхности земли, то результатом становится вулканическое извержение в виде фонтанирования жидкого магматического расплава, экструзии его вязкой фракции, выброса твёрдых и газообразных продуктов. Предвестниками этих событий могут быть разнообразные акустические эффекты, вулканические землетрясения, изменение рельефа местности, вариации параметров геофизических полей и др.
Следствием вулканической деятельности являются многие кратеры и кальдеры на поверхности Луны.

## Значение для человека
В плотно заселённых районах вулканическая активность может нести в себе исключительную опасность для человека и окружающей среды. От вулканизма пострадало около 10 млн. человек.
Тем не менее, давно установлено, что вулканические явления оказывают существенное влияние на формирование самых разнообразных рудных и нерудных полезных ископаемых. Нередко практически неисчерпаемые запасы вулканического тепла используется для промышленных целей и как источник энергии.